# Татьяновка (Амурская область)
Татьяновка — упразднённое село в Тамбовском районе Амурской области России. Исключено из учётных данных в 1977 году.

## География
Село располагалось в вершине пади Новоалександровская, на расстоянии примерно 11 километров (по прямой) к северо-востоку от села Новоалександровка.

## История
Село возникло в 1912 году. По данным на 1916 год деревня Татьяновка состояла из 53 дворов (население составляло 291 человек) и входила в состав Борисоглебской волости 7-го стана Амурского уезда Амурской области.
По данным 1926 года в Татьяновке имелось 66 хозяйств (62 крестьянского типа и 4 прочих) и проживало 389 человека (199 мужчин и 190 женщин). В национальном составе населения преобладали русские. В административном отношении являлась центром Татьяновского сельсовета Тамбовского района Амурского округа Дальневосточного края.
Решением Амурского облисполкома № 116 «Об изменениях в административно-территориальном делении области» от 14 апреля 1977 г. село Татьяновка исключено из учётных данных